# Stepshoeve
De Stepshoeve of Berwaertshoeve is een gesloten hoeve aan Stepstraat 9 te Montenaken.
De eerst gedocumenteerde bezitter was Nicolaus Heeren (1555). De oudste delen van de huidige gesloten hoeve zijn echter uit de 17e eeuw, namelijk het woonhuis. De inrijpoort in het verlengde van het woonhuis toont een wapenschild met het blazoen van de eigenaren Robert Heeren en Catharina Pouillet, uit 1646. In 1716 ging het bezit over op de familie Berwarts.
De dwarsschuur is 19e-eeuws en de stallen werden, na een brand, in de 20e eeuw vernieuwd, waarbij slechts de kalkstenen rondboogdeur van de paardenstal bewaard bleef.